# Джума-мечеть (Баку)
Джума-мечеть (азерб. Cümə məscidi) — шиїтська мечеть, розташована в столиці Азербайджану, місті Баку, в її історичній частині Ічери-шехер, вулиця Асафа Зейналлі, буд 49. За час свого існування мечеть неодноразово і радикально оновлювалася і перебудовувалася . До мечеті примикає мінарет XV століття.

## Історія мечеті

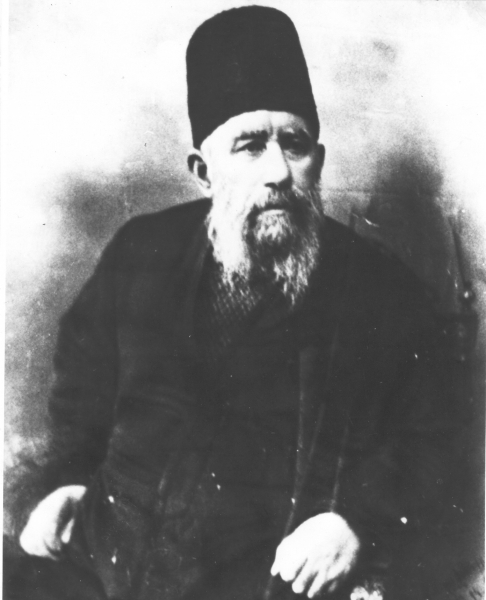
Бакинський мільйонер Гаджі Шейхан бек Дадашев

Мечеть споруджена на освяченій згідно з традицією, тісно забудованій ділянці . Деякі вчені, зокрема Андрій Павлінов, вважали, що на місці цієї мечеті могло розташовуватись язичницьке капище вогню  .
На стіні з південної сторони мечеті був арабський напис, який повідомляв про ремонт будівлі. Цей напис зберіг ім'я «царя емірів і знаті» (малик ал-умера в-ал-акабір) Шараф ад-Дін Махмуда ібн Фахр ад-Діна і дату 709 рік хіджри (1309 / 1310 роки). Емір Шараф ад-Дін Махмуд, який реставрував мечеть, жив у місті Баку. Він був сином великого феодала Фахр ад-Діна, другий син якого, емір Низам ад-Дін емір Хадж був зодчим мечеті в селищі Амірджан, яка отримала ім'я останнього  .
На камені в стіні біля основи мінарету є напис, що говорить про різні види податків, якими були обкладені жителі міста. Цей перський напис передає зміст ярлика султана Мухаммеда Олджейту і, ймовірно, належить до 1309 року, коли султан приїхав до Баку. Він складається з чотирьох рядків і свідчить про те, що Баку (в тексті «Бакуйе»), що становив частину володінь держави Ільханидів, був звільнений від ряду податків, в тому числі і від податку на нафту .
У 1437-1438 в роки правління ширваншаха Халіл-улли I з династії Дербенд у мечеті був побудований мінарет, що зберігся до наших днів .
З огляду на природні умови будівля першої мечеті було повністю зруйнована. На її місці в XVII столітті в роки правління шаха Аббаса I було споруджено будинок другої мечеті  . У спеціальну стіну, влаштовану в нижній частині мінарету мечеті, вмонтований напис 1614 року, виконаний різьбярем Сейід Таха. У ньому викарбувано указ шаха Аббаса I про податки  .
Наприкінці XIX століття Павлінов виконав обмір мечеті, за яким можна судити про початковий план мечеті. Загальний же вигляд споруди відомий за стародавніми світлинами та замальовками, зокрема Олексія Боголюбова  .
У плані мечеть була неправильним шестикутником зі зрізаними південним і західним кутами. У мечеті розташовувалися невеликі приміщення, включаючи купольний зал для чоловіків і молитовні кімнати для жінок. Відмінною рисою Джума-мечеті був конічний купол, в оздобленні якого важливе місце належало полив'яним кахлям і привізним декоративним матеріалам, які порівняно рідко зустрічаються в архітектурі Азербайджану  . Цей блискучий своїми кахлями купол виділявся на тлі одноманітної забудови середньовічного Баку  .
Згідно з переказами, будівлю другої мечеті було зруйновано в результаті пожежі  .
На початку XX століття одним з місцевих багатіїв — ревнителів благочестя — бакинцем Гаджи Шейхан Дадашевим мечеть була перебудована абсолютно заново і дійшла до наших днів в такому вигляді   .

## Галерея

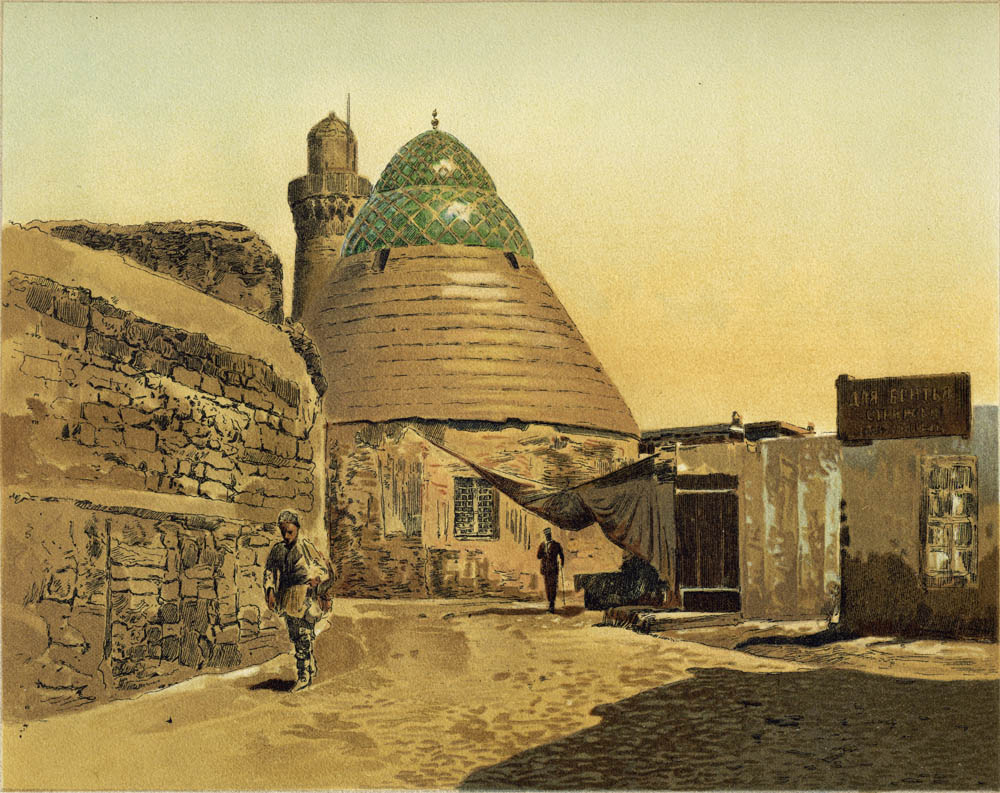
Друга будівля Джума-мечеті з конічним куполом. Малюнок XIX століття
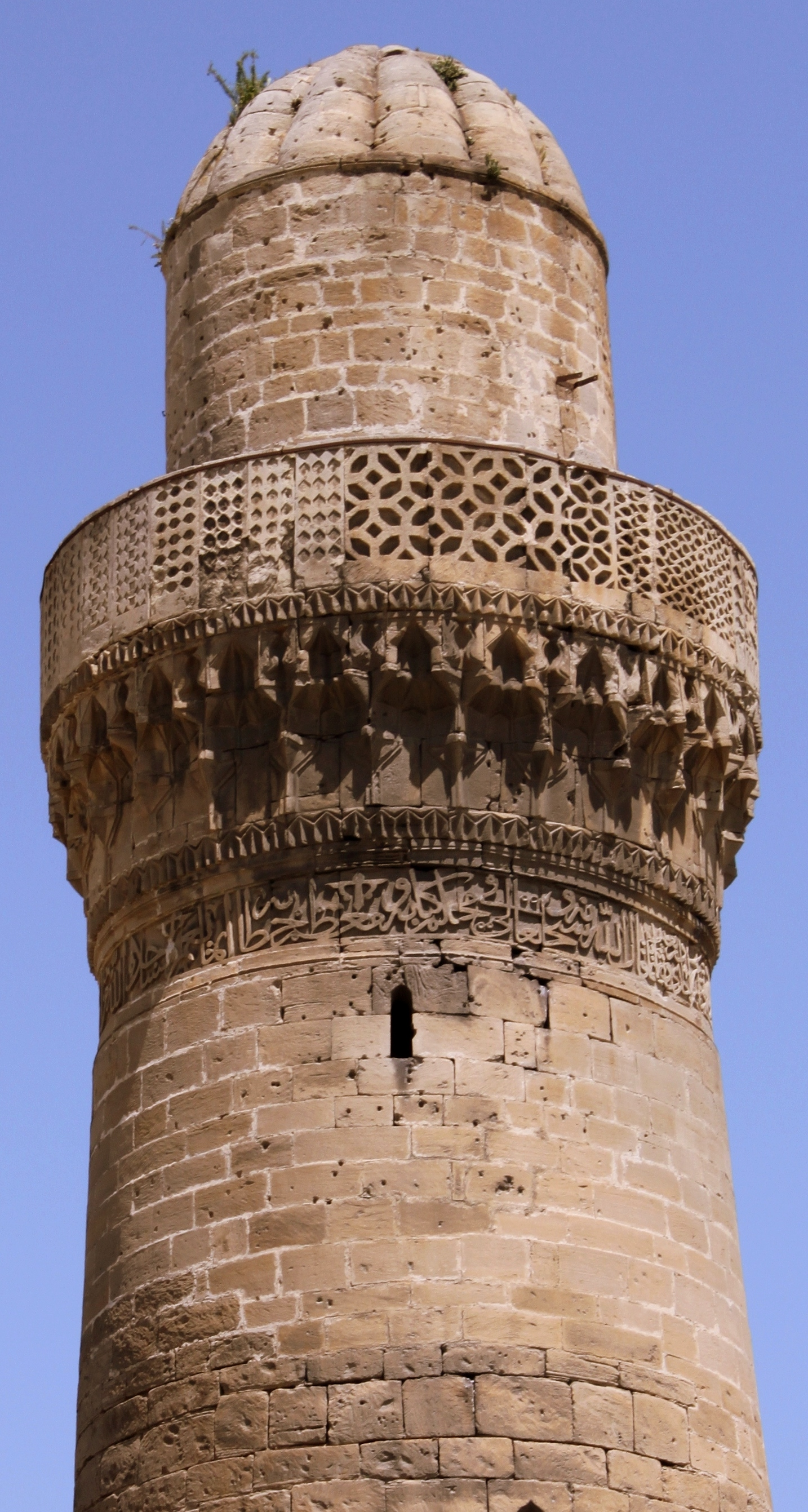
Мінарет
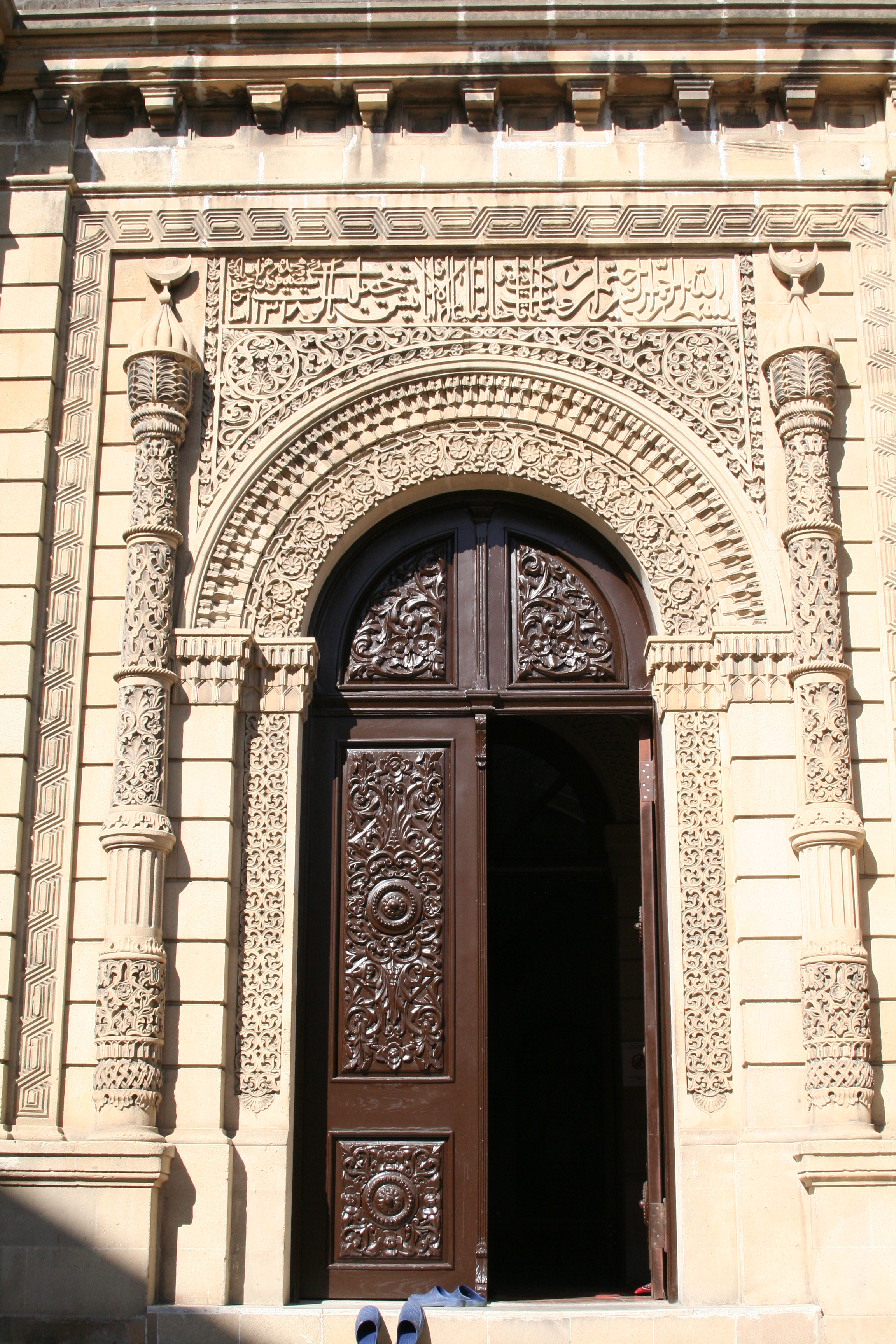
Вхідні двері
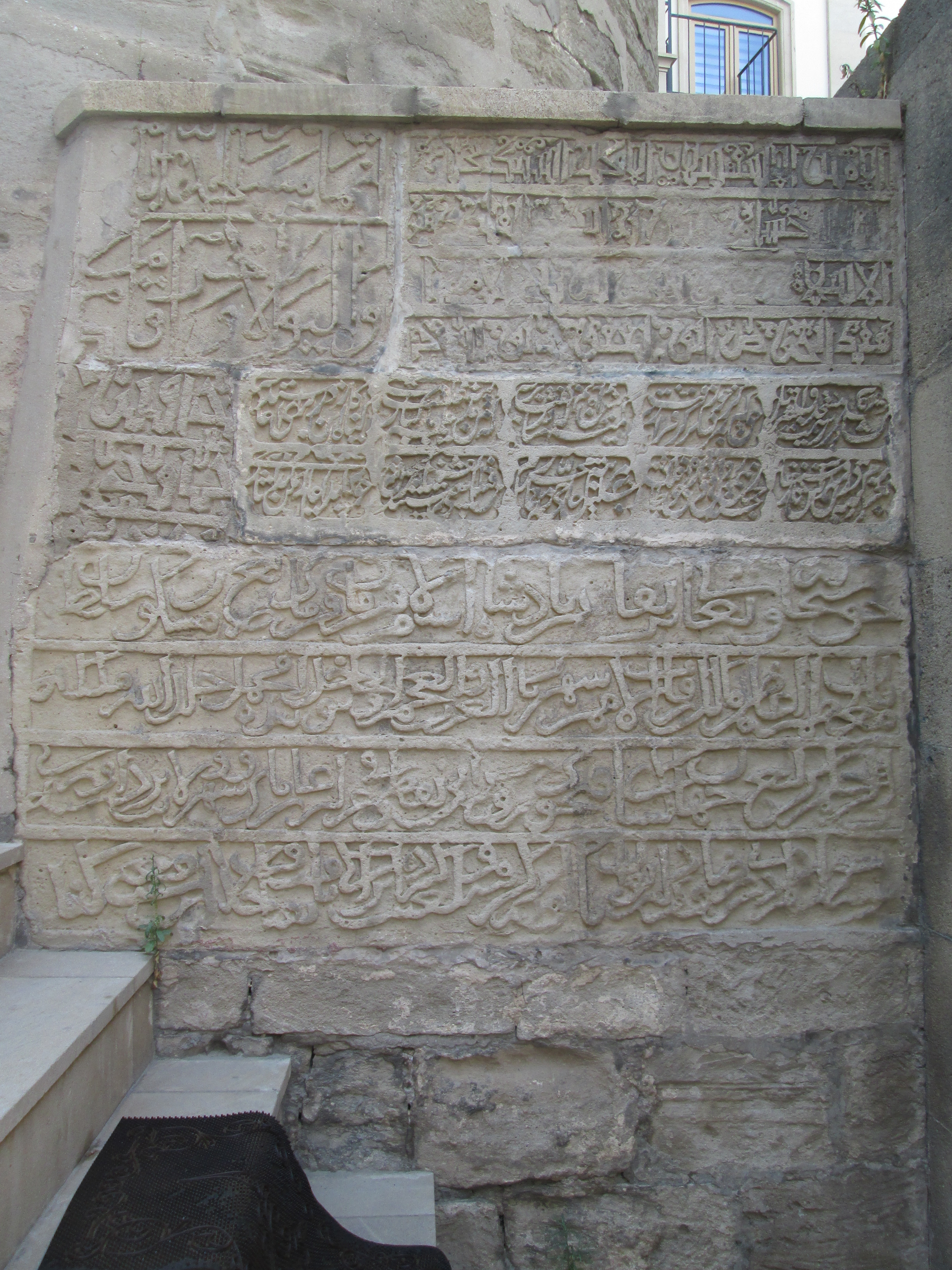
Напис в нижній частині мінарету
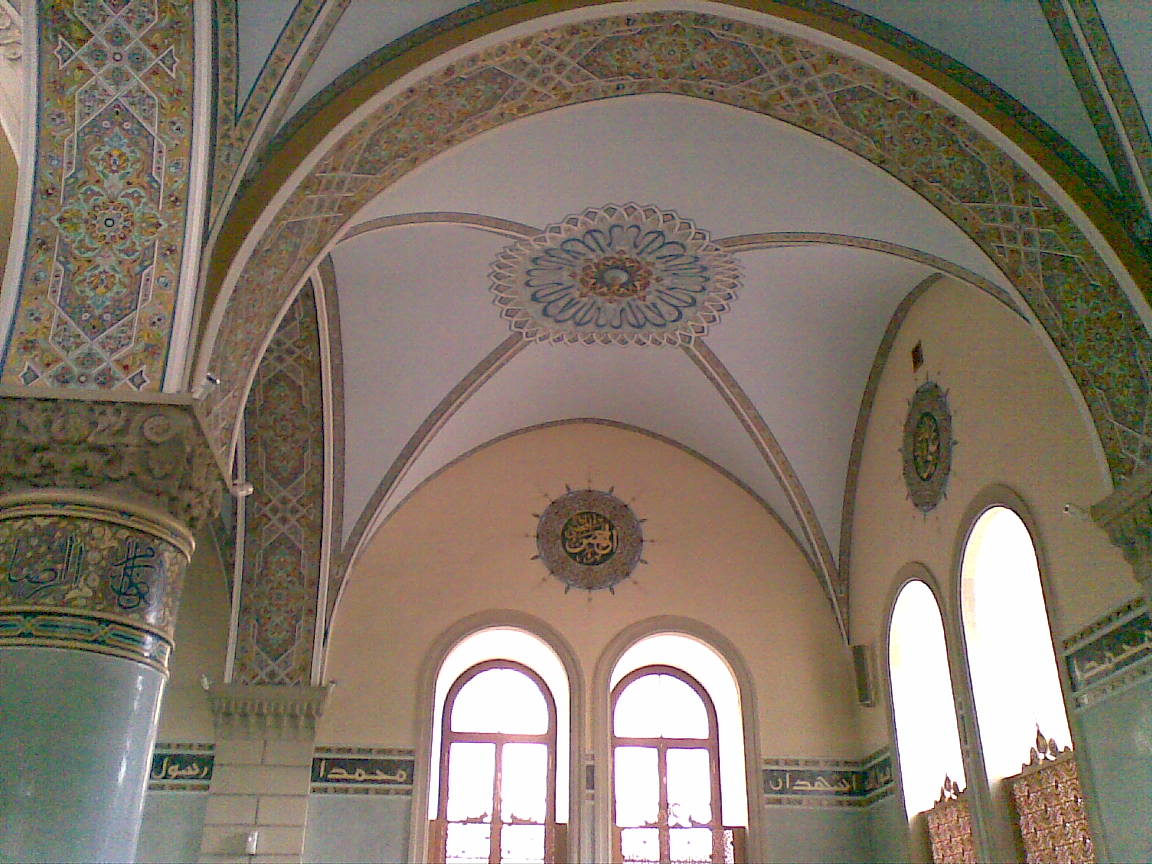
Центральний зал
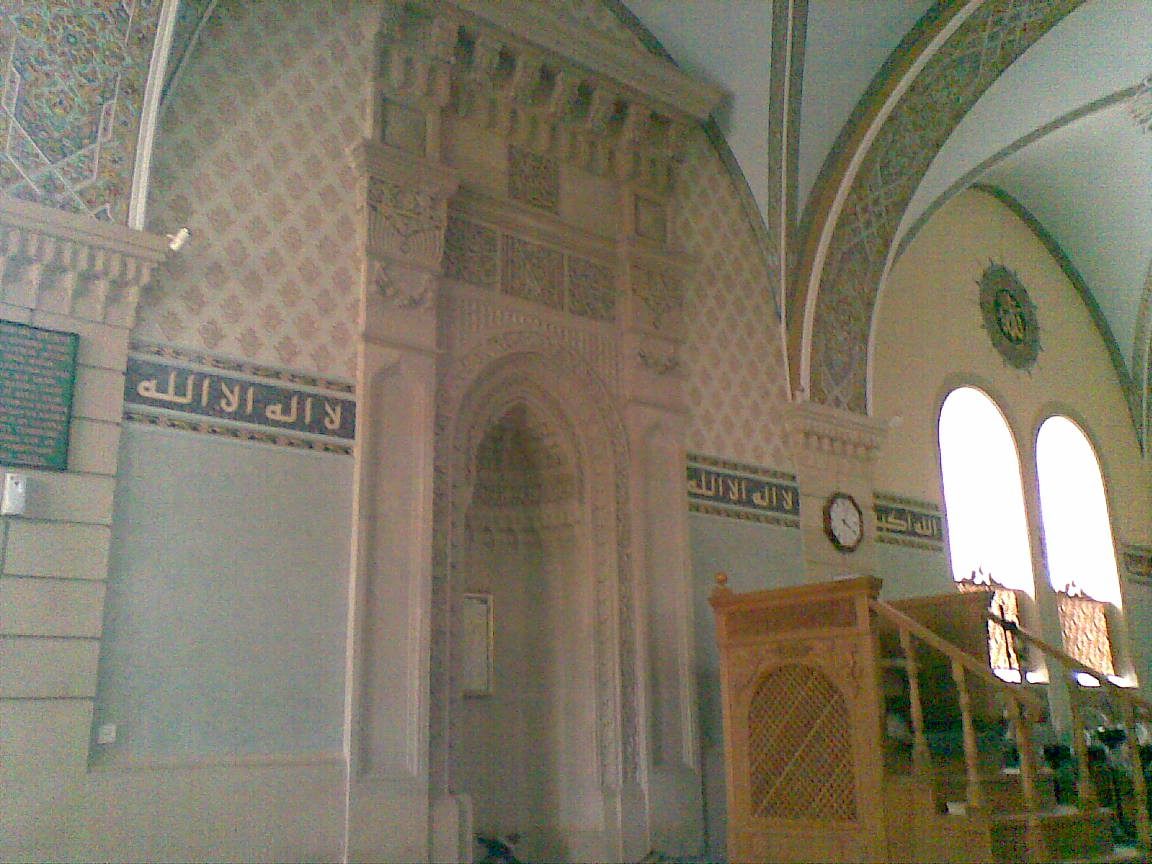
Міхраб
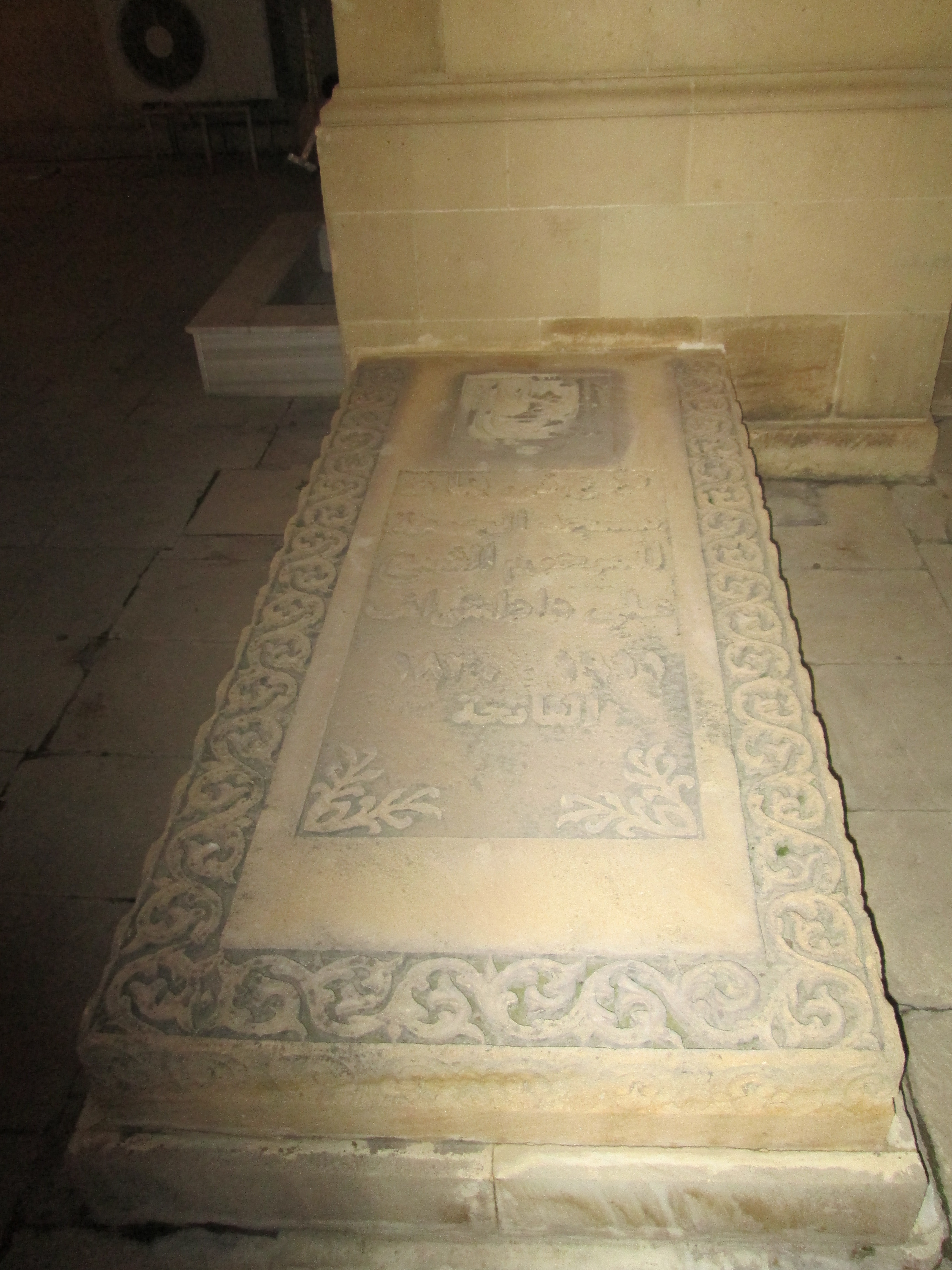
Надгробна плита Гаджи Шейхан Дадашева